# Nationaal Park Lovćen
Het Nationaal Park Lovćen (Montenegrijns: Nacionalni Park Lovćen) is een Montenegrijns nationaal park dat in 1952 werd opgericht. Het 6.220 ha grote park beschermt de rotsen en bergen rond de berg Lovćen. De Lovćen heeft twee toppen, Štirovnik (1.749 m) en Jezerski vrh (1.657 m).
Het grootste en belangrijkste monument van het park is het mausoleum van Njegoš, prins-bisschop van Montenegro. De locatie op de top van de Jezerski vrh werd door Njegoš zelf gekozen.
Hij wilde echter begraven worden in de kapel die hij zelf had gebouwd. Dit werd ook gedaan maar de kapel werd verwoest toen het Oostenrijks-Hongaarse leger het land binnen viel. De stoffelijke resten van de prins-bisschop werden overgebracht naar een klooster in Cetinje. In de jaren 1920 werd hij door koning Alexander opnieuw in de heropgebouwde kapel begraven. De toenmalige communistische machthebbers in Montenegro vernietigden de kapel echter om er een monumentaal mausoleum te plaatsen ontworpen door Ivan Meštrović.In de jaren zeventig klaagden vele Joegoslavische publieke figuren, van zowel Servische als niet-Servische origine dat ze het barbaars vonden om de laatste wil van Njegoš te breken.

## Fauna en flora
In het park komen 1.158 plantensoorten voor, waaronder vier endemische.